# ウリィ銀行

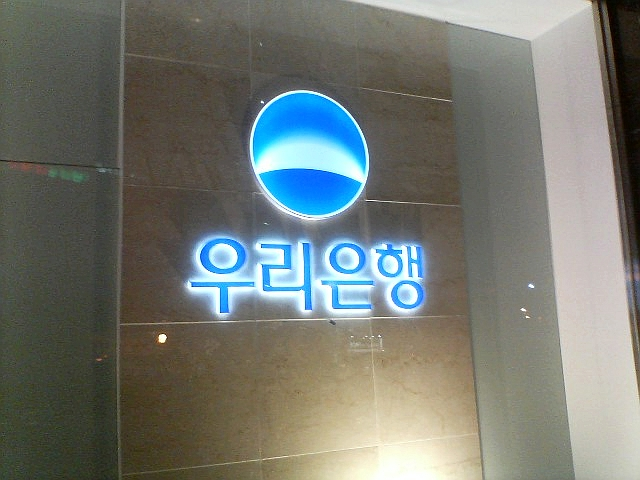
ウリィ銀行のロゴ

ウリィ銀行（ウリィぎんこう、朝: 우리은행; 英: Woori Bank）は、大韓民国（韓国）の大手銀行のひとつである。

## 概要
創業は、大韓帝国時代の1899年、初の民族資本による大韓天一銀行にさかのぼる（当時、国内には日本資本の第一銀行が存在していた）。その後1911年に朝鮮商業銀行、1950年に韓国商業銀行と行名を変更し、アジア通貨危機下の1998年、韓一銀行と合併してハンビッ銀行となり、2002年5月に現在の行名に変更した。
国内での預金高では、朝興銀行を買収した新韓銀行に抜かれ、現在第3位。2001年に金融持株会社制に移行し、ウリィ金融持株会社を設立、韓国証券取引所（証券コード:53000）とニューヨーク証券取引所（証券コード:WF）に株式を上場している。傘下には証券、クレジットカード等の子会社を有し、国内の地方銀行である光州銀行と慶南銀行を傘下に収めていた。その後、2014年11月1日、ウリィ銀行がウリィ金融持株会社を吸収合併、光州銀行と慶南銀行はそれぞれ分離独立した。
また、1998年のアジア通貨危機以降、韓国大手銀行7行で唯一の純韓国系資本銀行である。
2004年12月7日、北朝鮮に開城工業団地支店を開設した。
転写方式の違いのために「ウリ銀行」と表記されることもあるが、日本語での公式表記は「ウリィ銀行」としている。「ウリ」とは朝鮮語で「我々の、私たちの」という意味の固有語（中国語圏向けには「友利銀行」と表記されるが、朝鮮語の漢字表記ではない）。ちなみに、旧行名の「ハンビッ」とは「一つの光」という意味の言葉である。なお「ウリィ銀行」という行名に対し、他行は「『自分の銀行』というのと、ライバルの銀行名が同じ発音になるのは紛らわしい」と使用差し止め訴訟を行ったが、棄却されている。
スポーツの面では韓国女子バスケットボールリーグで強豪チーム「牙山ウリィ銀行ウィービー」を持ち、韓国代表選手が多数所属している。また、Kリーグの有力クラブの水原三星ブルーウィングスは前身の韓一銀行サッカー部を継承したチームである。そして、2005年秋からはテレビコマーシャル（ウリィ金融持株会社名目）に朴智星と朴賛浩を起用している。

### 日本支店
日本の金融庁の分類では「外国銀行」の扱いとなる。東京支店は、港区東新橋の汐留シティセンターに置く。2007年9月18日には、東京支店がセブン銀行と提携を開始。さらに、2010年10月18日からはイオン銀行とも提携を開始している。

### 特徴
インターネットバンキングについては、SSL認証に加え、ブラウザに応じXecurewebという韓国製のソフトやTouchEn keyというキーボードハッキング防止プログラムの常駐によるセキュリティ方式を取っている。かつてはSSL認証を行っていなかったため、逆にフィッシングやスパイウェア等の不正アクセスの可能性が高く、またインターネットブラウザやOSが限定されていた。（これはウリィ銀行に限らず、他の韓国系外国銀行にも言えた。）
現在では複数のインターネットブラウザやOS・スマートフォンに対応している。また、ログイン方法により朝鮮語・英語・中国語・日本語・インドネシア語・タガログ語・モンゴル語・ベトナム語・タイ語等に対応している。